# Jean Rousseau (Emmaüs)
Pour les articles homonymes, voir Jean Rousseau et Rousseau.
Jean Rousseau, né en 1955, est un responsable de la communauté Emmaüs de Saint-Jean-de-Linières, en périphérie d'Angers. Depuis 2007, il est président d'Emmaüs International, mouvement de solidarité créé par l'abbé Pierre, regroupant plus de 300 groupes Emmaüs, et présent dans 36 pays.

## Biographie
De formation commerciale, Jean Rousseau rejoint le mouvement Emmaüs en 1980, recruté comme responsable de communauté Emmaüs par l'union centrale de communautés Emmaüs (UCC), fédération regroupant 39 communautés Emmaüs en France. 
En 1982, dès la fin de sa formation, il rejoint à sa création la communauté Emmaüs d'Angers, qu'il quittera en 2016. 
Dans les années 1980, il rejoint le bureau de l'UCC. 

### Présidence d'Emmaüs France (1996 - 2002)
En 1996, il devient président d'Emmaüs France, et succède à ce poste à Raymond Étienne. Il occupera ce poste jusqu'en 2002. En tant que président d'Emmaüs France, Jean Rousseau s'attache à rassembler les communautés Emmaüs, jusqu'alors très divisées. Il amorce la réforme d'Emmaüs France, le regroupement des différentes fédérations de communautés Emmaüs, et l'organisation d'Emmaüs France en trois branches d'activités.
Pendant sa présidence d'Emmaüs France, et selon les statuts d'Emmaüs International de l'époque, Jean Rousseau est membre de la commission administrative d'Emmaüs International, à l'époque équivalent du conseil d'administration pour cette association.

### Présidence d'Emmaüs International (2007-2016)
En 2007, à l'assemblée mondiale d'Emmaüs International de Sarajevo (Bosnie-Herzégovine), Jean Rousseau est élu pour 4 ans président d'Emmaüs International. Il est ensuite réélu pour 4 ans lors de l'assemblée mondiale d'Anglet en 2012. Son mandat a pris fin en avril 2016. Depuis 2012, Jean Rousseau est président de l'association Centre abbé Pierre-Emmaüs, lieu de vie et de mémoire situé dans la maison de l'abbé Pierre, à Esteville près de Rouen, village où le fondateur d'Emmaüs est inhumé, selon ses souhaits, auprès de ses premiers compagnons. En 2015, Jean Rousseau a publié un ouvrage consacré à la pensée politique de l'abbé Pierre : Abbé Pierre, pensées inédites pour un monde plus juste (Éditions du Cherche midi).